# Roxane Sturdza
 (mai 2013).
Si vous disposez d'ouvrages ou d'articles de référence ou si vous connaissez des sites web de qualité traitant du thème abordé ici, merci de compléter l'article en donnant les références utiles à sa vérifiabilité et en les liant à la section « Notes et références ».
Roxane Sturdza (ou Stourdza ; 1786-1844) est rattachée à la famille des Sturdza.
Elle eut une romance avec le comte Ioannis Capodistrias, ministre des Affaires étrangères du tsar Alexandre Ier qui fut également le premier gouverneur de la Grèce. Elle est citée comme amie de la Baronne Barbara Juliane von Krüdener à qui elle présenta le tsar Alexandre Ier.
Avec l'orthographe "Stourdza", Roxane Sturdza est citée dans Mémoires biographiques-historiques sur le président de la Grèce..., volume 1 de Andreas Papadopulos-Bretos, comme ayant été chargée par le tsar Alexandre d'une mission auprès du prince de Beauharnais. Elle devait convaincre Eugène de Beauharnais d'accepter les Îles ioniennes.